# Gaetano Cutrufo
Gaetano Cutrufo (Siracusa, 10 settembre 1971) è un imprenditore e dirigente sportivo italiano. Attuale presidente del Ragusa Calcio, ha ricoperto nel passato la carica di presidente del Siracusa dal 2013 al 2018, compreso una piccola parentesi nel biennio 2019-2021. Nel 2015 è stato nominato imprenditore delegato della Port Authority di Augusta.

## Biografia
Nasce a Siracusa nel 1971, primogenito di due fratelli (Graziano e Giancarlo), Cutrufo muove le sue prime esperienze lavorative all'interno del gruppo Irem spa (fondato nel 1979). È aiuto metalmeccanico nel trascorrere i primi anni a lavorare nei cantieri. Nel 1994 viene fondata la Tanko S.p.A., quando il gruppo IREM S.p.A., decide di istituire una società di servizi. Nel 2001 Cutrufo ne diventa Direttore Generale ricoprendo questa mansione fino al 2012, anno in cui ne diventa amministratore delegato. La famiglia Cutrufo è proprietaria anche dell'azienda HR IMPIANTI S.p.A. Creata nel 2007, opera nel settore impianti industriali ed è presente anche nei settori impianti ed attrezzature per la produzione di prodotti chimici inorganici di base e impianti ed attrezzature per la produzione di prodotti chimici organici di base con sede a Siracusa.
Nel 2009, diventato coordinatore regionale di Unionmeccanica – Confapi Sicilia, l’organizzazione delle imprese che operano nel settore dell’industria metalmeccanica e dei servizi connessi.
Nel 2016 Gaetano insieme ai fratelli Graziano e Giancarlo dapprima inaugura nella località balneare di Ognina un solarium Ognina Sun & Food per poi nel 2019 aprire nell'isola di Ortigia Fratelli Restaurant, costituisce Aretusa Catering SRL (società di diritto rumeno) operante nel settore del catering di mense aziendali. 
Nel 2020 il nome di Gaetano Cutrufo è stato più volte accostato al Trapani Calcio, formazione militante in Serie B. Il 31 maggio il Consiglio d’Amministrazione ha manifestato la volontà di aprire il capitale sociale alla partecipazione di serie e qualificate realtà imprenditoriali siciliane. Contestualmente durante il CdA la proprietà trapanese ringrazierà pubblicamente l’azienda siciliana Aretusa Risorse, per essersi resa disponibile alla realizzazione di alcuni interventi strutturali di carattere straordinario. Successivamente Cutrufo smentirà alcun tipo di coinvolgimento futuro all'interno del Trapani, specificando che i contatti avuti sono stati solo per alcune iniziative lavorative congiunte, che non hanno nulla a che vedere con il calcio.
Nel 2020 insieme ai fratelli Graziano e Giancarlo fonda Fratelli Editore Srls, un'agenzia medio/stampa chiamata 11 Sport Channel, pagina Facebook di informazione ufficiale del Siracusa Calcio.
Nel 2022 inaugura altri due locali di ristorazione, la Pizzeria Sushi in via Malta e il Fratelli bar in viale Santa Panagia entrambi a Siracusa.

### Attività nel calcio
(Il Presidente Gaetano Cutrufo, dopo il derby Siracusa-Catania del 10 dicembre 2016 vinto per 1-0)
Dopo l'esperienza maturata a Palazzolo nel triennio 2010-2013, con la quale ottiene una promozione in Serie D nella stagione 2010-2011, Cutrufo, con la concomitanza esclusione dal panorama professionistico del Siracusa, vi trasferisce nel capoluogo aretuseo il titolo sportivo dei gialloverdi nel 2013. Dopo un primo anno di assestamento, Nelle successive due stagioni 2014-2015 e 2015-2016 ottiene due promozioni dirette, riportando a distanza di soli quattro anni il Siracusa in terza serie. Nel luglio del 2018 cede l'intero pacchetto azionario all'imprenditore adranita Giovanni Alì. 
Nell'agosto 2019, vista la mancata iscrizione al campionato professionistico degli azzurri, e la contemporanea assenza di imprenditori aretusei intenti ad investire sul Siracusa, decide di costituire una nuova società chiamata Asd Siracusa iscrivendola al campionato di Promozione, scongiurando per il club di Via Montegrappa un anno di inattività. Al termine della stagione vincerà il campionato. Nel 2021 lascia definitivamente la presidenza cedendo il club.
Nelle giornate che hanno anticipato i derby con il Catania, match da sempre infuocato, tra il 2016 e il 2018 Gaetano Cutrufo e Pietro Lo Monaco (amministratore delegato degli etnei), sono stati protagonisti di diversi botte e risposte dai toni molto accesi e polemici, condizionando il clima pre e post partita ogni qual volta le due squadre si incontravano.
Nel 2022 ricopre per alcuni mesi la carica di vice-presidente dell’Imolese Calcio 1919.
Nel 2024 la famiglia Cutrufo (Gaetano e Graziano) acquisisce le quote azionarie del Ragusa Calcio, subentrando nella gestione del club in serie D.

#### Palmares
- Serie D: 1

Siracusa: 2015-2016
- Eccellenza: 2

Palazzolo: 2010-2011
Siracusa: 2014-2015
- Promozione: 1

Siracusa: 2019-2020

## Politica
Cutrufo è stato candidato per le elezioni regionali del 2017 con Alternativa Popolare a sostegno del candidato Presidente per la coalizione di centrosinistra Fabrizio Micari. Ha ottenuto 6.229 voti favorevoli, raggiungendo l'8% per la lista a livello provinciale, ma non superando lo sbarramento perché a livello regionale è sotto il 5%.
Nell'aprile 2018 Gaetano Cutrufo in prossimità delle elezioni comunali, ha fondato la lista civica Amo Siracusa. Nelle votazioni di luglio, la lista riuscirà a far eleggere ben due consiglieri comunali a propria rappresentanza, Favara e Torres.

## Controversie
- Nel 2017, il suo solarium di Ognina è stato oggetto di atti intimidatori, da parte di alcuni elementi legati alla criminalità organizzata locale, che hanno esploso alcuni colpi di pistola all'indirizzo dell'insegna.[12][13]

- Nel 2018 Gaetano ed il fratello Graziano Cutrufo vengono deferiti dalla Procura federale in merito a presunte violazioni relative alla raccolta illegale di scommesse su partite di calcio avvenute tra il 2015 ed il 2017. Dalle indagini sarebbero emersi anche dei presunti passaggi di denaro con uomini ritenuti vicini alla cosca dell'ndranghetista Tegano.[14][15] Il 16 giugno 2020 il Tribunale Nazionale Federale - Sezione Disciplinare ha prosciolto definitivamente sia Gaetano Cutrufo che il Siracusa Calcio srl in relazione ai fatti contestati in passato.[16]